# Oznaki rozpoznawcze rodzajów wojsk i służb
Oznaki rozpoznawcze rodzajów wojsk i służb – plakietki noszone przez wszystkich żołnierzy Sił Zbrojnych Polskiej Rzeczypospolitej Ludowej na prawym rękawie kurtek galowych, wyjściowych i służbowych oraz na płaszczach.
Oznaki przedstawiają stylizowane symbole i barwy odpowiedniego rodzaju wojsk czy służby. Tłoczone były z tworzywa sztucznego na okrągłych, miękkich tarczach w odpowiednim kolorze rysunku i tła. Średnica – 70 mm. Oznaki noszone były na prawym rękawie kurtki wyjściowej, służbowej oraz płaszcza sukiennego na wysokości 6 cm poniżej wszycia rękawa.
Z dniem 1 października 1989 roku żołnierze zawodowi przestali nosić oznaki rozpoznawcze rodzajów sił zbrojnych, wojsk i służb. Nie dotyczyło to oznak organizacyjnych 1 Warszawskiej Dywizji Zmechanizowanej, 6 BPD, 7 Brygady Desantowej, jednostek podhalańskich oraz pododdziałów stołecznej Komendy Garnizonu.

## Opis oznak
| Oznaka | Opis |
| ------ | --- |
|        | oznaka wojsk zmechanizowanych wóz pancerny barwy matowosrebrnej, obwódka żółta, tło granatowe |
|        | oznaka wojsk pancernych czołg ze skrzydłem husarskim barwy matowosrebrnej, obwódka pomarańczowa, tło czarne |
|        | oznaka wojsk lotniczych samolot odrzutowy barwy matowosrebrnej z czerwono-białą szachownicą, obwódka matowosrebrna, tło niebieskie |
|        | oznaka wojsk rakietowych i artylerii lufa działowa i rakieta barwy matowosrebrnej ułożone na krzyż, obwódka czerwona, tło zielone |
|        | oznaka Wojskowej Służby Zdrowia czerwony krzyż na białym tle, wokół wieniec laurowy, obwódka niebieska, tło wiśniowe |
|        | oznaka Wojsk Obrony Powietrznej Kraju samolot, rakieta i antena radiolokacyjna barwy matowosrebrnej, obwódka matowosrebrna, tło niebieskie |
|        | oznaka Centralnego Zespołu Artystycznego Wojska Polskiego, zespołów artystycznych i orkiestr wojskowych stylizowany słowik i harfa w barwach: złotożółto-czerwonej i białej, obwódka złotożółta, tło zgniłej zieleni                                                                |
|        | oznaka Wojsk Obrony Przeciwlotniczej dwie równoległe rakiety barwy matowosrebrnej, obwódka żółta, tło zielone |
|        | oznaka służb technicznych pół koła zębatego i klucz francuski barwy matowosrebrnej, obwódka ciemnoczerwona, tło czarne |
|        | oznaka wojsk chemicznych symbol promieniowania alfa, beta i gamma barwy złotożółtej, obwódka biała, tło czarne |
|        | oznaka wojsk łączności fale i błyskawica barwy matowosrebrnej, obwódka niebieska, tło czarne |
|        | oznaka jednostki obrony terytorialnej dwa stylizowane karabinki z nazwą miasta stacjonowania dowództwa jednostki np. „POZNAŃ”, „KATOWICE” barwy matowosrebrnej, obwódka żółta, tło granatowe                                                                                        |
|        | oznaka Wojsk Obrony Wewnętrznej wóz pancerny barwy matowosrebrnej, obwódka ciemnoczerwona, tło granatowe |
|        | oznaka służb kwatermistrzowskich fragment muru z cegieł barwy czerwonej, na którym dwa stylizowane skrzydełka barwy białej, zaś pośrodku złocisty kłos zboża, obwódka niebieska, tło wiśniowe                                                                                       |
|        | oznaka Wojskowej Służby Wewnętrznej dwa skrzyżowane miecze ostrzami ku dołowi barwy matowosrebrnej, litery: WSW również matowosrebrne, obwódka matowosrebrna, tło khaki |
|        | oznaka sądownictwa wojskowego, prokuratury wojskowej i obsługi prawnej dwa miecze z nałożoną tarczą trójkątną, obwódka pomarańczowa, tło czerwone |
|        | oznaka służby topograficznej stylizowana kula ziemska z siatką geograficzną i łatą geodezyjną, obwódka biała, tło czarne |
|        | oznaka Wojsk Inżynieryjnych stylizowana wizerunek miny przeciwpancernej, obwódka czerwona, tło czarne |
|        | oznaka rozpoznawcza 1 Warszawskiej Dywizji Zmechanizowanej im. Tadeusza Kościuszki Srebrny Orzełek 1 Dywizji Piechoty z napisem u dołu 1DZ, obwódka czarna, tło żółte |
|        | oznaka rozpoznawcza 6 Pomorskiej Dywizji Powietrznodesantowej W centralnej części emblematu znajduje się rozwinięta czasza spadochronu z opuszczonymi linkami i z pikującym „orłem lotników” pośrodku. Całość otoczona wieńcem z liści laurowych i dębu, obwódka biała, tło bordowe |
|        | oznaka rozpoznawcza 7 Łużyckiej Dywizji Desantowej W centralnej części emblematu znajduje się kotwica otoczona wieńcem z liści laurowych, obwódka biała, tło niebieskie |
|        | oznaka rozpoznawcza 5 Podhalańskiej Brygady Wojsk Obrony Wewnętrznej W centralnej części emblematu znajduje się szarotka otoczona wieńcem z liści laurowych, obwódka srebrna, tło bordowe                                                                                           |